# Encores
Encores é um EP ao vivo da banda Dire Straits, lançado a 10 de Maio de 1993, imediatamente após o lançamento do álbum On the Night. Apesar de ser um EP, chegou a se classificar nas paradas de sucesso em vários países, incluindo a França, onde se classificou em 1º lugar.

## Faixas
Todas as faixas são compostas por Mark Knopfler.
1. "Your Latest Trick" — 5:41
2. "The Bug" — 5:24
3. "Solid Rock" — 5:20
4. "Local Hero (Wild Theme)" — 4:19

## Tabelas
Esse EP ficou 3 semanas no UK Albums Chart.
| Tabela (1993)         | Posição |
| --------------------- | ------- |
| Parada australiana    | 47      |
| Parada austríaca      | 19      |
| Dutch Top 40          | 4       |
| Parada francesa       | 1       |
| Parada alemã          | 34      |
| Parada norueguesa     | 10      |
| Espanha (Promusicae)  | 1       |
| Parada suíça          | 20      |
| Parada do Reino Unido | 31      |

### Melhores Álbuns do Ano
| Tabela (1993) | Posição |
| ------------- | ------- |
| Dutch Top 40  | 49      |